# Тензор Схоутена
Тензор Схоутена в римановой геометрии существует для размерностей {\displaystyle n} > 3 и определяется как
{\displaystyle P_{\mu \nu }={\frac {1}{n-2}}\left(R_{\mu \nu }-{\frac {R}{2(n-1)}}g_{\mu \nu }\right)}
где {\displaystyle R_{\mu \nu }} — тензор Риччи, {\displaystyle R} — скалярная кривизна, {\displaystyle g_{\mu \nu }} — метрический тензор и {\displaystyle n} — размерность многообразия.
Назван по имени Яна Схоутена